# William Holmes (General)

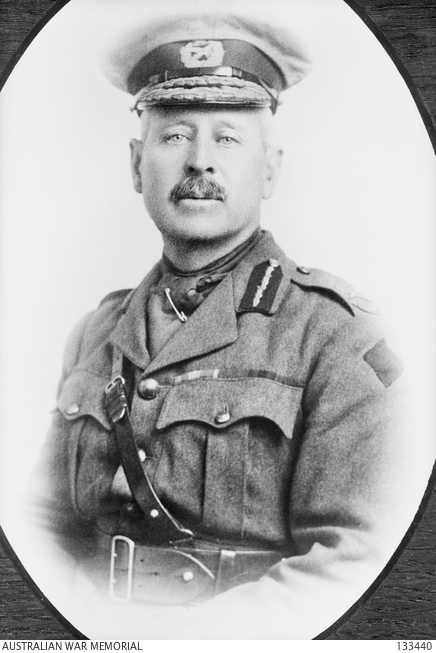
William Holmes

William Holmes (* 12. September 1862 in Sydney; † 2. Juli 1917 bei Messines) war ein australischer Generalmajor. Holmes war neben Bridges der ranghöchste australische Offizier, der im Ersten Weltkrieg an der Westfront gefallen war.

## Leben
Er war der Sohn von Captain William Holmes, eines im Hauptquartier der New South Wales Military Forces tätigen Offiziers, der 1845 als Privatmann nach Australien gekommen war und seiner in Tasmanien geborenen Frau Jane, der Tochter von Patrick Hackett. Der junge William lebte bis zu seiner Heirat in Victoria Barracks und wurde an der Paddington Public School unterrichtet.

### Öffentlicher Dienst
Obwohl er schon immer Soldat werden wollte, war sein Vater der Ansicht, dass ihn der öffentliche Dienst in New South Wales größere Möglichkeiten bietet. Nachdem er bei der Sydney Mint gearbeitet hatte, trat er am 24. Juni 1878 als Angestellter in die Buchhaltungsabteilung des öffentlichen Dienstes ein, am 24. August 1887 wechselte er in der gleichen Position zur St. Mathias Anglican Church in Paddington. Er heiratete Susan Ellen Green, deren Familie ebenfalls in Victoria Barracks lebte, das Paar hatte zwei Kinder. Am 20. April 1888 wurde Holmes zum Zahlmeister des neu gebildeten Metropolitan Board of Water Supply  in Sydney ernannt.  Während seiner Amtszeit als Vorstandsvorsitzender wurden die Staudämme von Cordeaux und Avon gebaut, um die Stadt Sydney mit Wasser zu versorgen. 1895 wurde er zum Chef das Hauptsekretäriats ernannt, ein Amt, das er bis zu seinem Tod behielt.

### Frühe Militärkarriere
Er trat im Alter von 10 Jahren als Hornist dem 1. Infanterieregiment der New South Wales Military Forces bei und diente in fast allen Abteilungen des Regiments, bis er es 1903 selbst befehligte. Er wurde 1886 zum Secondeleutnant ernannt und 1890 zum Leutnant befördert. Achtzehn Monate lang diente er in einer Unterwasser-Kompanie des Ingenieurkorps, deren Aufgabe es war, den Hafen von Sydney im Falle eines feindlichen Seeangriffs auszubauen. Seit 1894 wurde er zum Kapitän befördert. Im Oktober 1899 meldete sich Holmes freiwillig zum aktiven Dienst im Südafrikakrieg beim Infanteriekontingent von New South Wales. Obwohl in dieser Zeit bereits seine Beförderung zum Major vorgesehen war, akzeptierte er weiterhin die Position als Kapitän um frontnaher führen zu können. Bei seiner Ankunft in Südafrika wurde er einer Kavallerieeinheit zugewiesen, aus deren Kader bald das australische Mounted Infantry-Regiment hervorging. Holmes wurde zum Kapitän der E-Company ernannt, dem späteren 1. New South Wales Mounted Rifles. Er nahm im Juni 1900 an den Gefechten bei Colesberg, Pretoria und Diamond Hill teil, wo er auch verwundet wurde. Holmes wurde in Depeschen erwähnt, zum Oberstleutnant befördert und mit dem Distinguished Service Order ausgezeichnet. Letztere Auszeichnung wurde nach seiner Rückkehr im August 1900 als nicht rechtmäßig vergeben als ungültig erklärt. Holmes befehligte das australische 1. Infanterie-Regiment  ab 1903 bis 1911, wurde am 6. Januar 1912 zum Oberst und zum Kommandeur der 6. Infanterie-Brigade ernannt.

### Im Ersten Weltkrieg
Kurz nach Kriegsausbruch wurde eine spezielle Expeditionstruppe gebildet, die Australian Naval and Military Expeditionary Force um deutsche Besitztümer in Neuguinea und auf den Pazifikinseln zu besetzen. Die AN & MEF wurde nach nur zehn Tagen von Sydney aus, über dem Hilfskreuzer HMAS Berima am 19. August 1914 abgesetzt. Die Expedition erreichte Neubritannien am 11. September 1914. Der deutsche Gouverneur von Rabaul ergab sich am 17. September, Oberst Holmes ließ den Union Jack über der Stadt hissen. Holmes wurde in Australien dafür kritisiert, dass er den Deutschen für die Übergabe äußerst milde Konditionen anbot. Holmes wurde Administrator von Neuguinea. Er gab die Stelle im Januar 1915 an Samuel A. Petheridge ab und kehrte nach Australien zurück, womit sein Kommando beim AN & MEF offiziell am 6. Februar 1915 endete.
Am 16. März 1915 wurde Holmes zum Kommandeur der neu formierten 5. Infanterie-Brigade mit dem Rang eines Obersten berufen. Die Brigade verließ Sydney im Mai und kam im Juni 1915 in Ägypten an, wo sie Teil der 2. Division wurde. Die 5. Brigade begann im Sommer nach Gallipoli zu verlegen, wo Holmes am 19. August eintraf. Die Brigade war Generalmajor A. J. Godley der neuseeländischen und australischen Division kommandierte zur Verfügung gestellt. Die 5. Brigade übernahm am 28. August 1915 die Schützengräben von der 3. Light Horse Brigade. Holmes, jetzt vorübergehend Brigadegeneral, übernahm bald die Verantwortung für Russells Top und im Monash Valley. Holmes pflegte regelmäßig jeden wichtigen Teil seiner Linien zu besuchen, einschließlich des Kraters am Nek, in dem sich die Artillerie mit den Türken duellierte. Als Generalmajor J. G. Legge im November erkrankte und evakuiert wurde, übernahm Holmes das kommissarische Kommando der 2. Division. Nach der Evakuierung des Anzac-Brückenkopfes von Gallipoli kehrte Holmes zur 5. Brigade zurück, die im April 1916 an die Westfront nach Frankreich verlegte. Er führte seine Brigade dann während der Schlacht an der Somme bei den Angriffen auf die Höhen von Pozieres und in der Schlacht von Flers-Courcelette.
Im Januar 1917 ersetzte er den britisch-indischen Armeeoffizier Generalmajor H. V. Cox, der einen Nervenzusammenbruch erlitten hatte und erhielt das Kommando über die 4. Division. Wie in Gallipoli pflegte Holmes, jeden Teil seiner Linie persönlich zu erkunden. Am 31. März stattete er einem Außenposten in der Nähe von Lagnicourt einen Tagesbesuch ab. Er trug wie üblich sein rotes Hutband und wurde von seinem Adjutanten, Leutnant K. A. Fergusson, begleitet. Holmes wurde beschossen, aber nicht getroffen. Fergusson hatte nicht so viel Glück und musste verwundet zurückgelassen werden, um erst nach Einbruch der Dunkelheit evakuiert zu werden. Holmes befehligte die 4. Division im April auch in der Schlacht bei Arras im Raum Bullecourt, wo er sich weiteren Sturmangriffen widersetzte, die seiner Division bereits sehr hohe Verluste brachte, worauf sie im Juni nach Messines verlegte. Am 2. Juli 1917 nahm Holmes den Premierminister von New South Wales, William Holman, mit, um das Schlachtfeld von Messines zu überblicken. Die Gruppe verließ das Auto, um eine gefährliche Kurve zu vermeiden. Als die Gruppe zu Fuß aufbrach, schlug eine deutsche Granate in der Nähe ein, Holmes wurde durch die Splitterwirkung an Brust und Lunge schwer verletzt. Sein Adjutant Captain Maxwell brachte ihn zusammen mit Frank Edwards, dem Privatsekretär von Holman, zum nächsten Hilfsposten, wo Holmes an seiner Verwundung verstarb. Er wurde auf dem Trois Arbres Friedhof von Steenwerck beigesetzt.